# 小常陸由太郎
小常陸 由太郎（こひたち よしたろう、1886年2月9日 - 1927年9月15日）は、東京府東京市淀橋区（現：東京都新宿区）出身で出羽海部屋に所属した力士。本名は市毛 与四郎（旧姓：吉田）。7代秀ノ山。常陸山谷右エ門の養子。159cm、124kg。最高位は西関脇。

## 経歴
1902年5月初土俵。早くから有望視され、巡業では怪童として一人土俵入りを行っていた。1907年5月十両昇進、1908年5月新入幕。相手の胸板に頭をつけての押しを得意とし、猛稽古のおかげで引かれても前に落ちることは滅多になかった。その後1910年6月には小結、1913年5月に関脇に昇進しているが、1910年6月に太刀山峯右エ門に桟敷までふっ飛ばされて完敗したことで有名になった。
1918年1月に引退し、秀ノ山を襲名し検査役を務めたが、1927年に41歳で死去した。
古瓦収集の趣味があった。

## 成績
- 幕内20場所70勝77敗47休6分預

### 場所別成績
| 1902年 （明治35年） | x                            | 西序ノ口36枚目 –       |
| 1903年 （明治36年） | 西序ノ口2枚目 –              | 西序ノ口3枚目 –        |
| 1904年 （明治37年） | 西序二段50枚目 –             | 東序二段13枚目 –       |
| 1905年 （明治38年） | 東三段目31枚目 –             | 西三段目19枚目 –       |
| 1906年 （明治39年） | 東幕下36枚目 –               | 西幕下21枚目 –         |
| 1907年 （明治40年） | 西幕下4枚目 2–0 （対十両戦） | 西十両4枚目 6–2 1預    |
| 1908年 （明治41年） | 東十両筆頭 6–3 1分           | 西前頭13枚目 6–2–1 1預 |
| 1909年 （明治42年） | 東前頭9枚目 3–4–3            | 東前頭11枚目 7–3       |
| 1910年 （明治43年） | 東前頭4枚目 6–4              | 東小結 1–2–7           |
| 1911年 （明治44年） | 東前頭3枚目 0–0–10           | 東前頭8枚目 6–3 1預    |
| 1912年 （明治45年） | 西前頭2枚目 3–6 1分          | 東前頭8枚目 5–5        |
| 1913年 （大正2年） | 東前頭9枚目 4–1–2 1分2預     | 西関脇 2–7–1           |
| 1914年 （大正3年） | 西前頭3枚目 5–4–1            | 東小結 1–4–5           |
| 1915年 （大正4年） | 東前頭4枚目 0–0–10           | 東前頭9枚目 6–4        |
| 1916年 （大正5年） | 東前頭3枚目 3–7              | 東前頭7枚目 6–4        |
| 1917年 （大正6年） | 西前頭3枚目 3–6–1            | 西前頭8枚目 3–6–1      |
| 1918年 （大正7年） | 東前頭13枚目 引退 0–5–5      | x                      |
| 各欄の数字は、「勝ち-負け-休場」を示す。 優勝 引退 休場 十両 幕下 三賞：敢=敢闘賞、殊=殊勲賞、技=技能賞 その他：★=金星 番付階級：幕内 - 十両 - 幕下 - 三段目 - 序二段 - 序ノ口 幕内序列：横綱 - 大関 - 関脇 - 小結 - 前頭（「#数字」は各位内の序列） |                              |                        |

- 幕下以下の地位は小島貞二コレクションの番付実物画像による。また当時の幕下以下の星取や勝敗数等の記録については2024年現在相撲レファレンス等のデータベースに登録がないため、幕下以下の勝敗数等は暫定的に暫定的に対十両戦の分のみを示す。

## 改名
改名歴なし